# Edward Henry Howard
Edward Henry Howard (Nottingham, 13 febbraio 1829 – Brighton, 16 settembre 1892) è stato un cardinale e arcivescovo cattolico britannico.
Proveniva dalla nobile famiglia dei Duchi di Norfolk ed era figlio di Edward Giles Howard e di Frances Anne Heneage. La famiglia aveva già dato alla Chiesa cattolica nel 1675 un cardinale: Philip Thomas Howard of Norfolk, O.P.

## Biografia
Studiò allo Oscott College in Inghilterra, poi a Roma nel Collegio inglese della città, alla Pontificia Accademia Ecclesiastica ed al Collegio Romano.
Molto portato allo studio delle lingue, ne apprese sei, quasi tutte orientali.
Fu ordinato sacerdote a Roma l'8 dicembre 1854. Per un anno fu inviato pontificio a Goa in India come intermediario fra i portoghesi e gli inglesi nelle trattative per il governo ecclesiastico della relativa provincia.
Ricoprì numerosi incarichi in Roma presso le Congregazioni di Curia.

### Episcopato
Il 30 giugno 1872 fu consacrato vescovo dopo che fu elevato alla sede titolare di Neocesarea del Ponto e nominato vescovo ausiliare di Frascati.

### Cardinalato
Papa Pio IX lo elevò al rango di cardinale nel concistoro del 12 marzo 1877 con il titolo cardinalizio di cardinale presbitero dei Santi Giovanni e Paolo.
Partecipò al conclave del 1878 che elesse papa Leone XIII. Nel 1881 fu nominato arciprete della Basilica di San Pietro e prefetto della Congregazione della Reverenda Fabbrica di San Pietro.
Nel 1884, il 24 marzo, optò per il titolo di cardinale vescovo di Frascati.
Colpito da grave malattia nel 1887, si trasferì nella primavera del 1888 in Inghilterra ove morì di polmonite nel 1892.

## Genealogia episcopale e successione apostolica
La genealogia episcopale è:
- Cardinale Scipione Rebiba
- Cardinale Giulio Antonio Santori
- Cardinale Girolamo Bernerio, O.P.
- Arcivescovo Galeazzo Sanvitale
- Cardinale Ludovico Ludovisi
- Cardinale Luigi Caetani
- Cardinale Ulderico Carpegna
- Cardinale Paluzzo Paluzzi Altieri degli Albertoni
- Papa Benedetto XIII
- Papa Benedetto XIV
- Papa Clemente XIII
- Cardinale Bernardino Giraud
- Cardinale Alessandro Mattei
- Cardinale Pietro Francesco Galleffi
- Cardinale Giacomo Filippo Fransoni
- Cardinale Carlo Sacconi
- Cardinale Edward Henry Howard

La successione apostolica è:
- Arcivescovo Pietro Pace (1877)
- Vescovo George Rigg (1878)
- Vescovo Christophore Cosandey (1880)
- Arcivescovo Federico Pietro Foschi (1880)
- Cardinale Casimiro Gennari (1881)
- Arcivescovo Alfonso Maria Giordano, C.SS.R. (1881)
- Vescovo Robert Aston Coffin, C.SS.R. (1882)
- Cardinale Mariano Rampolla del Tindaro (1882)
- Vescovo Giovanni Battista Mantovano, O.M. (1883)
- Vescovo Hippolyte-Louis Agosto, C.P. (1883)
- Vescovo Johannes Joseph Koppes (1883)
- Vescovo James Joseph Carbery, O.P. (1883)
- Arcivescovo Federico Pizza (1884)
- Vescovo Vincenzo Addessi (1884)
- Vescovo Pasquale Maria Jaderosa (1884)
- Vescovo Stanislao Maria de Luca (1884)

## Ascendenza
|                           |                |                      | Genitori                           |  |  | Nonni |  |  | Bisnonni     |  |  | Trisnonni      |  |
|                           |                |                      |                                    |  |  |       |  |  | Henry Howard |  |  | Bernard Howard |  |
|                           |                |                      |                                    |  |  |       |  |  | Henry Howard |  |  | Bernard Howard |  |
|                           |                | Anne Roper           |                                    |  |  |       |  |  | Henry Howard |  |  |                |  |
| Edward Charles Howard     |                |                      |                                    |  |  |       |  |  | Henry Howard |  |  |                |  |
|                           |                | Juliana Molyneux     | Sir William Molyneux, VI baronetto |  |  |       |  |  |              |  |  |                |  |
|                           |                | Juliana Molyneux     | Sir William Molyneux, VI baronetto |  |  |       |  |  |              |  |  |                |  |
|                           |                | Juliana Molyneux     | Juliana Taylor                     |  |  |       |  |  |              |  |  |                |  |
| Edward Giles Howard       |                | Juliana Molyneux     |                                    |  |  |       |  |  |              |  |  |                |  |
|                           |                | William Maycock      | …                                  |  |  |       |  |  |              |  |  |                |  |
|                           |                | William Maycock      | …                                  |  |  |       |  |  |              |  |  |                |  |
|                           |                | William Maycock      | …                                  |  |  |       |  |  |              |  |  |                |  |
| Elizabeth Maycock         |                | William Maycock      |                                    |  |  |       |  |  |              |  |  |                |  |
|                           |                | …                    | …                                  |  |  |       |  |  |              |  |  |                |  |
|                           |                | …                    | …                                  |  |  |       |  |  |              |  |  |                |  |
|                           |                | …                    | …                                  |  |  |       |  |  |              |  |  |                |  |
| Edward Henry Howard       |                | …                    |                                    |  |  |       |  |  |              |  |  |                |  |
|                           | George Heneage | Thomas Henry Heneage |                                    |  |  |       |  |  |              |  |  |                |  |
|                           | George Heneage | Thomas Henry Heneage |                                    |  |  |       |  |  |              |  |  |                |  |
|                           | George Heneage | Anna Maria Fieschi   |                                    |  |  |       |  |  |              |  |  |                |  |
| Sir George Robert Heneage | George Heneage |                      |                                    |  |  |       |  |  |              |  |  |                |  |
|                           |                | Catherine Anne Petre | Robert Petre, VIII barone Petre    |  |  |       |  |  |              |  |  |                |  |
|                           |                | Catherine Anne Petre | Robert Petre, VIII barone Petre    |  |  |       |  |  |              |  |  |                |  |
|                           |                | Catherine Anne Petre | Anna Mary Radcliffe                |  |  |       |  |  |              |  |  |                |  |
| Frances Ann Heneage       |                | Catherine Anne Petre |                                    |  |  |       |  |  |              |  |  |                |  |
|                           |                | George Ainslie       | George Ainslie                     |  |  |       |  |  |              |  |  |                |  |
|                           |                | George Ainslie       | George Ainslie                     |  |  |       |  |  |              |  |  |                |  |
|                           |                | George Ainslie       | Jane Anstruther                    |  |  |       |  |  |              |  |  |                |  |
| Frances Anne Ainslie      |                | George Ainslie       |                                    |  |  |       |  |  |              |  |  |                |  |
|                           |                | Anne Sharpe          | …                                  |  |  |       |  |  |              |  |  |                |  |
|                           |                | Anne Sharpe          | …                                  |  |  |       |  |  |              |  |  |                |  |
|                           |                | Anne Sharpe          | …                                  |  |  |       |  |  |              |  |  |                |  |
|                           |                | Anne Sharpe          |                                    |  |  |       |  |  |              |  |  |                |  |